# Нубійці
Нубійці (нуба — самоназва; араб. نوبي нуубі) — група близькоспоріднених народів, що проживають у історичній області Нубія на сході Африки.

## Територія проживання і чисельність
Нубійці мешкають на півдні Єгипту та на півночі Судану (історична область Нубія).
Загальна чисельність — 2,2 млн чоловік, із них у Судані — майже 1,9 млн чоловік.

## Мова і релігія
Нубійська мова належить до східно-суданської підгрупи шарі-нільської групи ніло-сахарської мовної родини. Писемність на основі арабської абетки. Повсюдно поширена арабська мова.
Віруючі нубійці — мусульмани-суніти, зовсім незначна частка — християни-копти.

## Історія
Нубійці мають давню і дуже багату історію. Її етапи добре представлено у Нубійському музеї в місті Асуані (Єгипет).
Отже, перші державні утворення нубійців датуються 3 тисячоліттям до н. е. — царство Куш; Мероїтське царство (1-е тис. до н. е.).
За Середньовіччя на території Нубії існували держави Аксум (ІІ — ХІ століття), Мукурра (VI—VII століття), Алоа (VI—XV століття) та Сеннар (XVI—XIX століття).
Зараз нубійці відчувають дуже сильний тиск з боку арабів, відповідно єгипетських та суданських.

## Господарство
Основні традиційні заняття — рільне поливне землеробство (зернові, баштанні, садові та овочеві культури, фінікова та масляна пальми), скотарство, птахівництво (голуби, кури, гуси).
Розвинуті ремесла — чинбарство, ювелірне, гончарство тощо.
Сьогодні нубійці задіяні в промисловості; часто — заробітчани.